# Komuna e Obiliqit
Komuna e Obiliqit (albanska: Kastriot) är en kommun i Kosovo. Den ligger i den nordöstra delen av landet, 11 km väster om huvudstaden Priština.